# Gioco delle famiglie
Famiglie è un popolare gioco di carte per bambini, diffuso in tutto il mondo. Nei paesi di lingua inglese si chiama Happy families, in tedesco Quartett. In italiano è noto anche come Famiglia e Quartetto. Una variante dello stesso gioco è l'inglese Go fish (scritto anche Go-fish o Go fish!). 

## Regole fondamentali
Si gioca con un mazzo di carte da gioco ordinario da 52 privo di jolly, ma esistono anche mazzi di carte speciali (vedi sezione Storia). Le carte vengono divise fra i partecipanti fino a esaurimento del mazzo (può accadere che alcuni giocatori abbiano una carta in più). Lo scopo del gioco è quello di ricomporre i "poker", ovvero i gruppi di quattro carte dello stesso valore.
Il giocatore di turno ha diritto a chiamare uno qualsiasi degli avversari, chiedendogli di consegnargli una carta (per esempio, "dammi il 3"). Se la chiamata va a buon fine, cioè se il giocatore chiamato possiede la carta richiesta, il giocatore di turno ottiene tutte le carte di quel tipo (per esempio se era stato richiesto un 3, egli dovrà consegnargli tutti i 3 che possiede) e prosegue con una nuova chiamata. Se la chiamata fallisce, il turno passa al giocatore chiamato.
Quando un giocatore è in possesso di un poker (gruppo di 4 carte dello stesso numero) lo dichiara e depone le medesime carte sul tavolo. Il gioco termina quando tutte le famiglie sono state formate e vince il giocatore che ne ha di più.
Dal momento che le carte nel mazzo da pescare finiscono e a un giocatore tocchi pescare egli semplicemente eviterà e il turno passerà direttamente al successivo giocatore come se avesse pescato.
Se un giocatore finisce le carte in mano in quanto ha completato tutti i quartetti delle carte che possedeva non potrà pescare e dovrà aspettare che lo scontro tra i rimanenti giocatori finisca, contando come punti solamente i poker che ha formato e non di più.

## Varianti

### Proseguimento
Quando un giocatore è in possesso di tutte e quattro le carte che compongono la famiglia conserva la stessa anche nascondendola alla vista degli altri. Quando tutti i giocatori hanno composto le loro rispettive famiglie si comincia una nuova fase del gioco in cui si chiedono, invece delle singole carte, le famiglie. Partecipa al gioco anche chi non ha composto nessuna famiglia.
Il gioco finisce quando un solo giocatore, il vincitore, riesce ad avere per sé tutte le famiglie esistenti.

### Go fish!
Il gioco descritto sopra coincide sostanzialmente con quello che in inglese si chiama Happy families. Nella variante nota con il nome Go fish!, all'inizio si distribuiscono solo 5 (o 7) carte per giocatore, deponendo il mazzo delle carte restanti coperto sul tavolo. La chiamata riguarda tutte le carte di un certo valore e non una carta specifica (p.es., "dammi i tuoi quattro!"). Se la chiamata fallisce, il giocatore che l'ha ricevuta risponde "go fish!" ("pesca!") e il giocatore di turno pesca una carta dal mazzo; il gioco passa, al giocatore alla propria sinistra. Lo scopo è quello di comporre  famiglie, che vengono scartate-. Vince chi ha composto più famiglie.
Ci sono diverse interpretazioni circa cosa accada se un giocatore finisce le carte. Secondo alcune fonti, potrebbe aver diritto a pescare una nuova mano di carte; secondo altre, resta fuori dal gioco fino alla fine della partita.

### Regole extra o alternative
- In molte varianti, si possono chiamare solo carte di una famiglia di cui si possiede almeno una carta.
- Nella variante Go fish, se la carta pescata dal giocatore di turno in seguito a una chiamata fallita è del valore chiamato (oppure se completa una coppia) il giocatore ha diritto comunque a proseguire il proprio turno.
- Nella variante Go fish, il giocatore che ha ricevuto la chiamata consegna una sola carta, anche se ne possiede altre dello stesso valore.
- In alcune varianti la chiamata non viene indirizzata a un giocatore specifico, ma a tutti contemporaneamente (regola particolarmente utile se i giocatori sono numerosi).

### Strip famiglie
Nella versione strip, si gioca in almeno 5 giocatori. Ogni volta che si chiama una carta, se il giocatore chiamato possiede la carta, oltre alla carta dovrà cedere anche un suo vestito. Il giocatore che acquisisce carta e vestito, potrà poi usare il vestito nel caso gli venisse chiamata una carta. Al fine di rendere il gioco paritario, ogni giocatore comincia il gioco con un numero di vestiti pari al numero di carte possedute, esclusa la biancheria (ma si può fare anche in versione estesa, in cui la biancheria conta come vestito).

## Storia
Il meccanismo del gioco risale perlomeno al XVI secolo, mentre il nome Happy Families è quello della versione inventata da John Jaques II e pubblicato dalla John Jaques & Son (la stessa casa editrice della prima versione del gioco delle pulci, di ludo e di serpenti e scale) nella prima metà del XIX secolo. Era costituito da un mazzo di carte speciali, con illustrazioni attribuite a John Tenniel che rappresentavano immagini di personaggi di undici famiglie: di ogni famiglia era rappresentato il capofamiglia (ognuno con una diversa professione), la moglie, il figlio e la figlia e il nome della famiglia era legato a quello del mestiere svolto, per esempio il macellaio era Bones ("Ossa"), lo spazzacamino Soot ("Cenere") e così via. Il gioco è citato anche da Susanna Agnelli in Vestivamo alla marinara come gioco che praticava nella sua infanzia.
Esempi di altre versioni storicamente note diffuse nel XIX sono una francese composta da sette famiglie di sei carte (padre, madre, figlio, figlia, servitore e cuoca), mentre negli Stati Uniti la W . and S.B. Ives di Salem avevano pubblicato The game of authors in cui le famiglie erano composte da famosi autori letterari e in seguito al successo avevano pubblicato giochi simili cambiano il tema. 
Il gioco è oggi di dominio pubblico e sono stati realizzati innumerevoli mazzi di carte dedicati, tipicamente a tema; per esempio, automobili, animali, luoghi, e così via.